# Ullucus tuberosus

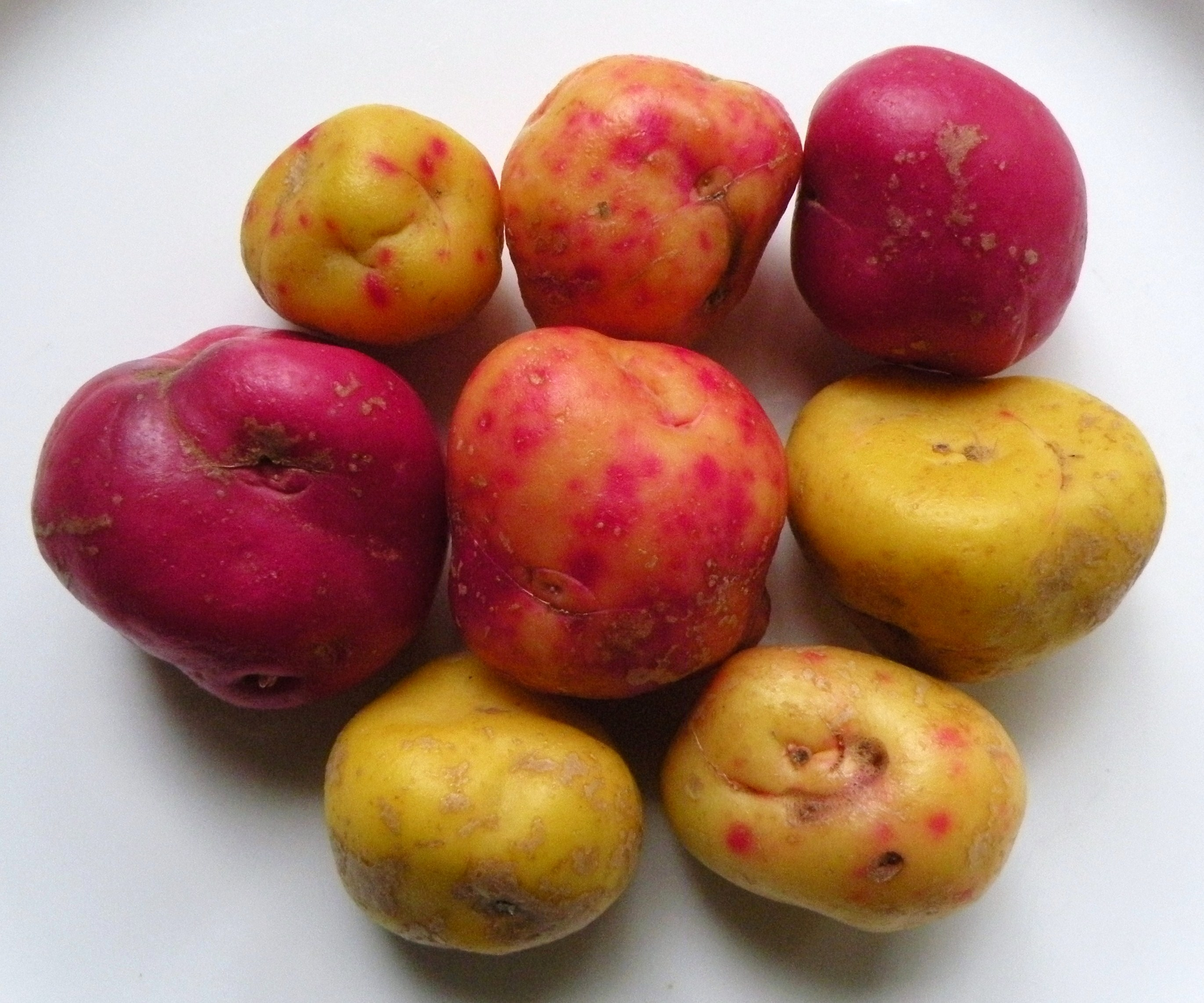
Tubercles d'Ullucus tuberosus cultivats a Nova Zelanda

Ullucus tuberosus és l'única espècie de planta amb flors del gènere monotípic Ullucus dins la família de les basel·làcies (Basellaceae).

## Descripció
És una planta herbàcia i compacta, les varietats cultivades són plantes enfiladisses o semierectes i poden arribar a 50 cm d'alt. Les tiges i les fulles són suculentes. Rarament fructifica i quan ho fa és en forma d'un aqueni piramidal.
En els estolons, subterranis o superficials, es produeixen tubercles allargats o esfèrics d'un diàmetre que normalment es troba entre els 2 i els 15 cm.

## Taxonomia
Aquesta espècie i el gènere Ullucus van ser publicats per primer cop l'any 1809 a la revista Semanario del Nuevo Reyno de Granada pel botànic colombià Francisco José de Caldas (1707-1778).

### Sinònims
El següent nom científic és sinònim heterotípic d'Ullucus:
- Melloca Lindl.

Els següents noms científics són sinònims heterotípics d'Ullucus tuberosus:
- Basella tuberosa Kunth
- Melloca peruviana Moq.
- Melloca tuberosa (Kunth) Lindl.
- Ullucus aborigineus Brücher
- Ullucus kunthii Moq.
- Ullucus tuberosus subsp. aborigineus (Brücher) Sperling
- Ullucus tuberosus f. albiflorus Kuntze
- Ullucus tuberosus f. rubriflorus Kuntze

## Usos
És una de les plantes cultivades per la seva arrel més important de la zona dels Andes, només la patata la supera en importància econòmica. Se sap que aquesta planta conté importants quantitats de proteïna, calci i carotè. Ullucus tuberosus ja era usat pels inques en època precolombina.
Se n'aprofiten sobretot els tubercles i, de manera secundària, també les fulles. Es cultiva a la zona andina fins a una altitud de 2.800 metres. El major atractiu de Ullucus tuberosus és la seva textura cruixent que conserva també una vegada cuit. En això és similar a la jícama. És l'ingredient principal del plat típic peruà "olluquito con charqui", i junt amb l'ingredient anomenat cubio del plat típic colombià cocido boyacense. Normalment es talla en tires fines.